# Rivière Mitchinamecus
Der Rivière Mitchinamecus (alte Schreibweise: Rivière Mitchinamécus) ist ein rechter Nebenfluss des Rivière du Lièvre in der Verwaltungsregion Laurentides der kanadischen Provinz Québec.

## Flusslauf
Der Rivière Mitchinamecus hat sein Quellgebiet 20 km südlich von Parent in den Laurentinischen Bergen im Norden der MRC Antoine-Labelle. Der Fluss wird von den beiden Seen Lac Hull und Lac du Portage gespeist. Er fließt anfangs ein kurzes Stück nach Westen. Dann wendet er sich nach Süden und behält seinen Kurs bei. Der Rivière Mitchinamecus durchfließt den Lac du Totem und den Lac de la Tanière. Anschließend durchströmt er den 10 km langen Lac Long. Nach einer weiteren Strecke von 50 km, auf welchen er ein stark mäandrierendes Verhalten aufweist, erreicht er das nördliche Ende des Réservoir Mitchinamecus, ein 36 km langer Stausee. Unterhalb der Barrage Mitchinamecus fließt der Rivière Mitchinamecus noch 25 km bis zu seiner Mündung etwa 25 km nördlich von Sainte-Anne-du-Lac. Der Unterlauf bildet eine Wildwasserstrecke mit zahlreichen Stromschnellen. Der Rivière Mitchinamecus hat eine Länge von ungefähr 110 km. Am Pegel oberhalb der Chute Rascas beträgt der mittlere Abfluss 19,5 m³/s bei einem Einzugsgebiet von 1050 km².
Der Chemin de Parent, eine Kiesstraße, welche von Parent nach Mont-Saint-Michel führt, folgt weitgehend dem Flusslauf – vom Lac du Totem bis zum oberen Stauseeende, sowie die letzten 10 Kilometer bis zur Mündung in den Rivière du Lièvre.
Der Rivière Mitchinamecus – speziell der Unterlauf – wird von Wildwasserkanuten befahren.
Der Flussname leitet sich von dem Algonkin-Begriff für den Amerikanischen Seesaibling ab.